# Crassicornus
Crassicornus is een geslacht van wantsen uit de familie van de Miridae (Blindwantsen). Het geslacht werd voor het eerst wetenschappelijk beschreven door José Cândido de Melo Carvalho in 1945.

## Soorten
Het genus bevat de volgende soorten:

- Crassicornus hondurensis Carvalho, 1984
- Crassicornus nicaraguensis Carvalho, 1991
- Crassicornus parvus Becker & Carvalho, 1957
- Crassicornus pulcher Carvalho, 1945
- Crassicornus rondoni Carvalho, 1984
- Crassicornus rubrimaculatus Maldonado, 1981
- Crassicornus rubritinctus Becker & Carvalho, 1957
- Crassicornus venezuelanus Carvalho, 1989